# ヴァ乳
ヴァ乳（VANEW）は、主に沖縄で活動するヘヴィラウドかつトリッキーなサウンドを奏でる男女混合バンド。413tracks所属。

## 概要
2005年、沖縄国際大学ロックサークルにて結成。
2010年に日本語によるヘヴィロックのオムニバス・アルバム『真神楽』に参加。
2011年にファースト8cmシングル『オオカミ』をリリース。東京・名古屋・京都へライブ活動の幅を広げつつ、2014年1月に満を持してファースト・アルバム『べっかんこう』を発表。ライブを重ねる中で惜しまれつつも、2016年より事実上の活動休止。
2023年6月よりサポートドラムスの星花を迎え活動再開。

## メンバー
- 全曲の作詞も手がけるhyone（ヴォーカル、ギター）
- Hiroaki（ギター）
- Nargy（ベース）
- 星花（サポートドラムス）※2023年6月 -